# Polska na zawodach Pucharu Europy w Lekkoatletyce 1979
Polska na zawodach Pucharu Europy w Lekkoatletyce 1979 – wyniki reprezentacji Polski w 7. edycji Pucharu Europy w 1979.

## Półfinały

### Mężczyźni
Półfinał z udziałem Polaków odbył się w dniach 30 czerwca – 1 lipca 1979 w Lüdenscheid. Reprezentacja Polski zajęła 2. miejsce wśród ośmiu drużyn i awansowała do finału „A”.
- 100 m: Marian Woronin – 1 m. (10,23)
- 200 m: Marian Woronin – 1 m. (20,66)
- 400 m: Ryszard Podlas – 3 m. (46,73)
- 800 m: Feliks Wawrzon – 5 m. (1:50,5)
- 1500 m: Bogusław Mamiński – 4 m. (3:46,4)
- 5000 m: Maciej Kunicki – 3 m. (13:54,7)
- 10000 m: Ryszard Kopijasz – 1 m. (29:14,5)
- 110 m ppł: Jan Pusty – 1 m. (13,69)
- 400 m ppł: Ryszard Szparak – 4 m. (51,26)
- 3000 m z przeszkodami: Bogusław Mamiński – 2 m. (8:30,2)
- skok wzwyż: Jacek Wszoła – 1 m. (2,24)
- skok o tyczce: Tadeusz Ślusarski – 2 m. (5,25)
- skok w dal: Grzegorz Cybulski – 3 m. (7,61)
- trójskok: Eugeniusz Biskupski – 4 m. (16,00)
- pchnięcie kulą: Władysław Komar – 1 m. (19,53)
- rzut dyskiem: Stanisław Wołodko – 2 m. (60,12)
- rzut młotem: Ireneusz Golda – 3 m. (72,12)
- rzut oszczepem: Piotr Bielczyk – 1 m. (86,30)
- sztafeta 4 × 100 m: Krzysztof Zwoliński, Zenon Licznerski, Leszek Dunecki, Marian Woronin – 1 m. (39,16)
- sztafeta 4 × 400 m: Andrzej Stępień, Jerzy Pietrzyk, Zbigniew Jaremski, Ryszard Podlas – 1 m. (3:05,0)

### Kobiety
Półfinał z udziałem Polek odbył się w dniu 1 lipca 1979 w Sittard. Reprezentacja Polski zajęła 2. miejsce wśród ośmiu drużyn i awansowała do finału „A”.
- 100 m: Irena Szewińska – 3 m. (11,3)
- 200 m: Irena Szewińska – 3 m. (22,94)
- 400 m: Grażyna Oliszewska – 3 m. (53,52)
- 800 m: Jolanta Januchta – 2 m. (2:01,56)
- 1500 m: Anna Bukis – 3 m. (4:11,3)
- 3000 m: Celina Sokołowska – 1 m. (9:01,0)
- 100 m ppł: Grażyna Rabsztyn – 1 m. (12,76)
- 400 m ppł: Elżbieta Katolik – 3 m. (58,48)
- skok wzwyż: Urszula Kielan – 2 m. (1,90)
- skok w dal: Teresa Marciniak – 3 m. (6,26)
- pchnięcie kulą: Beata Habrzyk – 2 m. (17,51)
- rzut dyskiem: Danuta Majewska – 2 m. (58,86)
- rzut oszczepem: Bernadetta Blechacz – 2 m. (60,28)
- sztafeta 4 × 100 m: Grażyna Rabsztyn, Elżbieta Stachurska, Zofia Bielczyk, Irena Szewińska – 2 m. (44,21)
- sztafeta 4 × 400 m: Elżbieta Katolik, Grażyna Oliszewska, Jolanta Januchta, Małgorzata Gajewska – 2 m. (3:33,4)

## Finały

### Mężczyźni
Finał „A” zawodów odbył się w dniach 4–5 sierpnia 1979 w Turynie (razem z zawodami kobiecymi). Reprezentacja Polski zajęła 4. miejsce wśród ośmiu zespołów, zdobywając 90 punktów.
- 100 m: Marian Woronin – 2 m. (10,16 – rekord Polski)
- 200 m: Marian Woronin – 3 m. (20,43)
- 400 m: Ryszard Podlas – 3 m. (46,11)
- 800 m: Andrzej Baron – 8 m. (1:50,20)
- 1500 m: Bogusław Mamiński – 6 m. (3:40,62)
- 5000 m: Jerzy Kowol – 4 m. (14:16,27)
- 10000 m: Ryszard Kopijasz – 5 m. (29:23,78)
- 110 m ppł: Jan Pusty – 3 m. (13,74)
- 400 m ppł: Leszek Rzepakowski – 7 m. (51,36)
- 3000 m z przeszkodami: Krzysztof Wesołowski – 4 m. (8:30,66)
- skok wzwyż: Janusz Trzepizur – 5 m. (2,20)
- skok o tyczce: Władysław Kozakiewicz – 3 m. (5,55)
- skok w dal: Grzegorz Cybulski – 2 m. (8,03)
- trójskok: Eugeniusz Biskupski – 7 m. (16,53)
- pchnięcie kulą: Władysław Komar – 7 m. (18,50)
- rzut dyskiem: Stanisław Wołodko – 5 m. (59,70)
- rzut młotem: Ireneusz Golda – 5 m. (72,14)
- rzut oszczepem: Piotr Bielczyk – 6 m. (79,30)
- sztafeta 4 × 100 m: Krzysztof Zwoliński, Zenon Licznerski, Leszek Dunecki, Marian Woronin – 1 m. (38,47 – rekord Polski)
- sztafeta 4 × 400 m: Andrzej Stępień, Jerzy Pietrzyk, Zbigniew Jaremski, Ryszard Podlas – 1 m. (3:03,04)

### Kobiety
Finał „A” odbył się w dniach 4–5 sierpnia 1979 w Turynie (razem z zawodami męskimi). Reprezentacja Polski zajęła 7. miejsce, wśród ośmiu zespołów, zdobywając 55 punktów.
- 100 m: Irena Szewińska – 6 m. (11,39)
- 200 m: Irena Szewińska – 5 m. (22,94)
- 400 m: Irena Szewińska – 3 m. (51,27)
- 800 m: Jolanta Januchta – 4 m. (1:58,81)
- 1500 m: Anna Bukis – 8 m. (4:11,11)
- 3000 m: Celina Sokołowska – 5 m. (8:59,90)
- 100 m ppł: Grażyna Rabsztyn – 2 m. (12,85)
- 400 m ppł: Elżbieta Katolik – 8 m. (59,69)
- skok wzwyż: Urszula Kielan – 3 m. (1,92 – rekord Polski)
- skok w dal: Teresa Marciniak – 6 m. (6,42)
- pchnięcie kulą: Beata Habrzyk – 6 m. (17,16)
- rzut dyskiem: Danuta Majewska – 7 m. (56,30)
- rzut oszczepem: Bernadetta Blechacz – 5 m. (62,06)
- sztafeta 4 × 100 m: Elżbieta Rabsztyn, Zofia Bielczyk, Elżbieta Stachurska, Grażyna Rabsztyn – 6 m. (43,73)
- sztafeta 4 × 400 m: Barbara Kwietniewska, Jolanta Januchta, Grażyna Oliszewska, Irena Szewińska – 6 m. (3:31,2)